# Џек Брус
Џон Сајмон "Џек" Брус (14. мај 1943 — 25. октобар 2014) био је шкотски композитор и музичар, понајвише познат као члан британског рок триа Крим.
Иако најпознатији за свој рад као певач, бас гитариста и текстописац, такође је свирао контра бас, усну хармонику, клавир и виолончело. Брус је обучен за свирање виолончела и себе је сматрао џез музичарем, иако већина његових композиција и снимака теже ка блузу и рок ен ролу.

## Биографија
Џек је рођен 14. маја 1943 у малом градићу близу Глазгова у породици музичара. Заједно са родитељима се селио више пута, стога је променио 14 различитих школа. Своје школовање је завршио на Белахјустон академији и на Ројал Скотиш академији музике, где је и изборио стипендију за виолончело. Напустио је академију и Шкотску са 16 година због разочарања у професорски кадар који није марио за његове идеје.

### Пре Крима
Након напуштања академије, Џек се преселио у Лондон и започео своју успешну каријеру. Први бенд је био Блуз инкорпорејтед од Алексиса Корнера где је упознао тада већ афирмисаног бубњара Џинџера Бејкера. Наставили су сарадњу и у Греам Бонд организејшн-у али због учесталих свађа и туча између њих двојице, Брус напушта бенд и придружује се Блузбрејкерсима. Тамо упознаје перспективног двадесетогодишњег гитаристу Ерика Клептона. Недуго затим прелази у Манфред Ман који напушта због финанскијских разлога. Након тога Ерик Клептон га позива да се придружи њему и Џинџеру Бејкеру у новонасталом рок триу, на шта Брус пристаје.

### Крим
У јулу 1966. формиран је британски рок трио Крим од стране Бруса, Ерика Клептона и Џинџера Бејкера. Бенд је постао светски славан по својој блуз рок и џез инспирисаној музици. Брус је био главни вокал, бас гитариста и текстописац, док је Ерик Клептон био гитариста и пратећи вокал да би временом и он певао неке композиције. За две године постојања Крим је снимио 4 албума који су продавани у више од 35.000.000 примерака. Брус је у међувремену постао један од најславнијих рок басиста тог времена и инспирисао је многе данас славне басисте као што су Геди Ли, Стинг и Џеф Берлин. Крим се распао у Новембру 1968. године на врхунцу славе. Џек је 1993. године примљен у Рок ен рол кућу славних као члан Крима.

### Соло каријера
После распада Крима, Џек се посветио својим музичким коренима, пре свега џезу и класичној музици. Почео је са снимањем свог првог соло албума Songs For A Tailor у коме је објединио три музичка правца, рок, џез и класику у један јединствени за Бруса карактеристичан правац. Од тада па све до 2014. и последњег албума Силвер Рејл, снимио је 13 албума. Такође је познат по музичким сарадњама и турнејама са славним музичарима попут Ринга Стара, Џона Меклафлина, Герија Мура.

## Смрт
Џек Брус је умро 25. октобра 2014 од болести јетре. Иза себе је оставио супругу Маргрит и четворо деце. Сахрана је одржана 5. новембра у Лондону, на којој су присутвовала велика музичка имена попут Ерика Клептона, Џинџера Бејкера, Герија Букера и других.